# Clubiona neocaledonica
Clubiona neocaledonica este o specie de păianjeni din genul Clubiona, familia Clubionidae, descrisă de Lucien Berland în anul 1924.
Este endemică în New Caledonia. Conform Catalogue of Life specia Clubiona neocaledonica nu are subspecii cunoscute.